# Phaonia tetragona
Phaonia tetragona este o specie de muște din genul Phaonia, familia Muscidae, descrisă de Gaminara în anul 1930.
Este endemică în Uruguay. Conform Catalogue of Life specia Phaonia tetragona nu are subspecii cunoscute.